# Cromato d'ammonio
Il cromato d'ammonio è il sale d'ammonio dell'acido cromico, di formula (NH4)2CrO4.
A temperatura ambiente si presenta come un solido giallo quasi inodore. È un composto cancerogeno, pericoloso per l'ambiente.